# 위스위마
위스위마(Viswema)는 인도 나갈랜드주에 위치한 남부 안가미 나가족 마을이다.